# The English Concert
The English Concert est un ensemble britannique basé à Londres et spécialisé dans l'interprétation de la musique baroque et de la musique de la période classique sur instruments anciens (period instruments).

## Historique
Avant de fonder l'ensemble qui a fait sa renommée, le claveciniste Trevor Pinnock joue avec un ensemble de petite taille, tout comme Christopher Hogwood. Avec son groupe The Galliard Harpsichord Trio (formé avec ses amis Anthony Pleeth et Stephen Preston), il se produit durant des années dans des clubs locaux et à la salle Purcell Room dans le Southbank Centre avant de réaliser qu'un changement était nécessaire : « Je sentais que nous étions à la fin d'une route, et j'étais informé de nouveaux développement, Harnoncourt et Leonhardt, et je savais qu'autre chose nous attendait mais je ne savais pas ce que c'était. ».
C'est en 1972 ou 1973, selon les sources, que Trevor Pinnock fonde l'ensemble The English Concert, un des premiers orchestres consacrés à l'interprétation de la musique baroque et de la musique de la période classique sur instruments anciens (« Interprétation historiquement informée »),,,.
Initialement composé de sept musiciens, l'ensemble s'étoffe progressivement pour devenir un orchestre de chambre d'une taille d'environ 20 musiciens,. Pinnock raconte qu'« au départ, aucun des musiciens n'était un spécialiste, même si Stephen Preston et Simon Standage étaient des adeptes confirmés. À ce stade, notre ensemble n'était pas soumis à des pressions commerciales, même si notre idéalisme devait être tempéré par les réalités des familles et des hypothèques. ». Aucun des musiciens impliqués à l'époque ne pense alors que l'ensemble deviendrait le vecteur d'une carrière à long terme dans le domaine de la musique ancienne. Comme le fait remarquer Pinnock, « nous ne pensions pas à l'avenir. Nous étions très enthousiasmés par ce que nous faisions ; je suppose que nous espérions tous que cela se développerait. ».
L'ensemble fait ses débuts lors de l'English Bach Festival à Londres en 1973,.
Il décroche un premier contrat d'enregistrement auprès de la maison de disques anglaise CRD, chez laquelle il publie un disque de concertos pour clavecin des fils de Bach en 1974.
En 1978, le Dr Andreas Holschneider, directeur de 1970 à 1991 du label Archiv Produktion, la filiale de Deutsche Grammophon spécialisée dans la musique ancienne, signe un contrat de 5 ans avec The English Concert, parce que, selon Pinnock, ce label avait eu beaucoup de succès avec la Schola Cantorum Basiliensis et cherchait la « nouvelle voie ». Pinnock souligne cependant la prudence dont Holschneider a fait montre avant de passer ce contrat : il a assisté aux débuts londoniens de l'ensemble lors de l'English Bach Festival en 1973 et, comme le note Pinnock, « il nous a fait part de son intérêt et a attendu cinq ans avant de nous proposer un contrat significatif ».
Au cours de son histoire, l'ensemble est dirigé successivement par Trevor Pinnock, de 1972 à 2003, par le violoniste Andrew Manze, de 2003 à 2007, et par le claveciniste Harry Bicket (en), depuis 2007,,,,.
Le premier violon en est successivement Simon Standage de 1972 à 1991, Peter Hanson de 1992 à 1997, Rachel Podger de 1997 à 2002, Andrew Manze de 2003 à 2007 et Nadja Zwiener depuis 2007.

## Ensembles apparentés
Plusieurs ensembles ont été formés avec le temps autour de l'orchestre :
- The Choir of the English Concert (ou The English Concert Choir), formé en 1983[2],[3],[10] pour des enregistrements et concerts occasionnels jusqu'au milieu des années 1990 où il devient permanent ;
- The English Concert Chamber Ensemble ;
- The English Concert Winds.

## Musiciens connus ayant appartenu à l'ensemble
- Violon : Simon Standage, Elizabeth Wilcock, Micaela Comberti (en), Graham Cracknel, Peter Hanson, Rachel Podger, Roy Goodman, John Holloway
- Alto : Trevor Jones,Katherine McGillivray,Alfonso Leal del Ojo Chamorro,Louise Hogan
- Violoncelle : Anthony Pleeth (en) (1972-1985), Jaap ter Linden, David Watkin, Jane Coe, Alison McGillivray, Jonathan Manson, Joseph Crouch
- Violone : Keith Marjoram, Amanda MacNamara, Peter McCarthy
- Flûte à bec : Philip Pickett
- Cor : Anthony Halstead (en)
- Flûte : Stephen Preston (en), Nicholas McGegan, Lisa Beznosiuk (en)
- Hautbois : David Reichenberg (en), Paul Goodwin
- Basson : Alberto Grazzi
- Luth : Nigel North

## Discographie sélective
The English Concert a réalisé de nombreux enregistrements, la plupart des enregistrements de Pinnock étant publiés chez Archiv Produktion, la filiale de Deutsche Grammophon spécialisée dans la musique ancienne.
Andrew Manze, pour sa part, a publié des albums chez Harmonia Mundi.
Harry Bicket, pour sa part, a publié des albums chez Harmonia Mundi, Linn Records et d'autres labels.
Parmi tous ces enregistrements, dont  beaucoup ont été distingués par des prix importants tels que le Prix Gramophone ou le Grand Prix du Disque, on épinglera le Messiah de Haendel, qui est devenu le CD le mieux vendu de Deutsche Gramophon.

### Sous la direction de Trevor Pinnock
- C. P. E. Bach : The Symphonies for Strings Wq 182 (Archiv Produktion, 1980)
- C. P. E. Bach : Flute Concertos Wq 166 & 167 (Archiv Produktion, 1981)
- J.-S. Bach : Orchestral Suites BWV 1066 et 1068 (Archiv Produktion, 1979)
- J.-S. Bach : Violin Concertos (Archiv Produktion, 1983)
- J.-S. Bach : Orchestral Suites BWV 1066-1069 (Archiv Produktion, 1995)
- Boyce : 8 Symphonies (Archive Produktion, 1987)
- Corelli : 12 Concerti Grossi op. 6 (Archiv Produktion, 1988)
- Fasch : Concertos, Orchestral Suite (Archiv Produktion, 1996)
- Haendel : Water Music (Archiv Produktion, 1983)
- Haendel : Organ Concertos op. 4 (Archiv Produktion, 1984)
- Haendel : Organ Concertos op. 7 (Archiv Produktion, 1984)
- Haendel : Music for the Royal Fireworks (Archiv Produktion, 1985)
- Haendel : Concerto Grosso Alexander's Feast, 3 Oboe Concertos, Sonata a Cinque (Archive Produktion, 1985)
- Haendel : Concerti a due cori (Archiv Produktion, 1985)
- Haendel : Messiah (Archive Produktion, 1988)
- Haendel : Belshazzar (Archiv Produktion, 1990)
- Haendel : Acis and Galatea, dans l'arrangement de Mozart (Archiv Produktion, 1991)
- Haendel : Tamerlano (Avie Records, 2001)
- Haydn : The Sturm und Drang symphonies - Volume 1 : nos  35, 38, 39 et 59 (Le Feu) (Archiv Produktion, 1989)
- Haydn : The Sturm und Drang symphonies - Volume 2 : nos  26 (Lamentatione), 49  (La Passione) et 52 (Archiv Produktion, 1989)
- Haydn : The Sturm und Drang symphonies - Volume 3 : nos  41, 65 et 48 (Marie-Thérèse) (Archiv Produktion, 1990)
- Haydn : The Sturm und Drang symphonies - Volume 4 : nos  43 (Mercure), 51 et 52 (Archiv Produktion, 1990)
- Haydn : The Sturm und Drang symphonies - Volume 5 : nos  42, 44 (Trauer) et 46 (Archiv Produktion, 1990)
- Haydn : The Sturm und Drang symphonies - Volume 6 : nos  45 (Les Adieux) , 47 et 50 (Archiv Produktion, 1990)
- Haydn : Concertos for Oboe, Trumpet and Harpsichord (Archiv Produktion, 1985)
- Haydn : Stabat Mater (Archiv Produktion, 1990)
- Mozart : Symphonies (Archiv Produktion, 1993-1995)
- Mozart: Coronation Mass, Exsultate, jubilate et Vesperae solennes (Archiv Produktion, 1994)
- Purcell : Dido and Æneas (Archiv Produktion, 1989)
- Purcell : King Arthur (Archiv Produktion, 1991)
- Purcell : Dioclesian et Timon of Athens (Archiv Produktion, 1995)
- Telemann : Suiten (Archiv Produktion, 1993)
- Telemann : Suites - Concerto in D major (Archiv Produktion, 1994)
- Vivaldi : Il cimento dell'armonia e dell'inventione op. 8 (CRD Records, 1978)
- Vivaldi : Le Quattro Stagioni (Archiv Produktion, 1982)
- Vivaldi : L'estro armonico op. 3 (Archiv Produktion, 1987)
- Vivaldi : La stravaganza op. 4 (Archiv Produktion, 1986)
- Vivaldi : Concerti - L'Amoroso (Archiv Produktion, 1987)
- Vivaldi : 7 Concerti, dont le concerto Per l'orchestra di Dresda (Archiv Produktion, 1995)
- Vivaldi: Stabat Mater, Salve Regina, Nisi Dominus (Archiv Produktion, 1995)

### Sous la direction de Simon Preston et Trevor Pinnock
- Haendel : Coronation Anthems, avec The Choir of Westminster Abbey (Archiv Produktion, 1982)
- Haendel : Dettingen Te Deum, Dettingen Anthem, avec The Choir of Westminster Abbey (Archiv Produktion, 1984)

### Sous la direction d'Andrew Manze
- C. P. E. Bach : Symphonies 1-4, cello concerto in A (Harmonia Mundi, 2006)
- Biber : Missa Christi resurgentis (Harmonia Mundi, 2005)
- Mozart: Eine kleine Nachtmusik (Harmonia Mundi, 2003)
- Mozart: 3 violin concertos, nos  3, 4, 5 (Harmonia Mundi, 2006)
- Vivaldi : Concertos for the Emperor (Harmonia Mundi, 2004)

### Sous la direction de Harry Bicket
- Haendel : Rodelinda (Linn Records, 2021)
- Haendel : La Resurrezione (Linn Records, 2022)
- Haendel : Serse (Linn Records, 2023)[11]